# مقاطعة من الداخل
مقاطعة! دعم نداء المقاطعة الفلسطينية من الداخل، المعروفة باسم المقاطعة من الداخل، هي جمعية من اليهود والعرب الإسرائيليين الذين يدعمون حركة المقاطعة وسحب الاستثمارات وفرض العقوبات (BDS). تأسست في عام 2008، وهي تصف نفسها بأنها تتبع المبادئ التوجيهية وتشارك أهداف حركة المقاطعة الفلسطينية، كما حددتها الحملة الفلسطينية للمقاطعة الأكاديمية والثقافية لإسرائيل (PACBI).

## وجهات النظر والاستراتيجية
يصف أعضاء «مقاطعة من الداخل» أنفسهم بأنهم «فلسطينيون، يهود، مواطنون في إسرائيل»، «ينضمون إلى الدعوة الفلسطينية لشن حملة BDS ضد إسرائيل، مستوحاة من نضال مواطني جنوب إفريقيا ضد الفصل العنصري»، و «المخلصين من أجل تعزيز السلام العادل والديمقراطية الحقيقية في هذه المنطقة». إنهم يرفضون «قرار الحكومات الغربية بمقاطعة الفلسطينيين في الأراضي الفلسطينية المحتلة»، والذي يصفونه بأنه «فظيع بشكل خاص بالنظر إلى دعم الحكومات الغربية المطول لنظام الفصل العنصري الإسرائيلي والانتهاكات اليومية الأخرى للقانون الدولي».

## الأعضاء القياديين

### روني باركان
روني بركان، ناشط إسرائيلي يهودي منذ فترة طويلة ومعلم رياضيات، نشأ في رعنانا، بالقرب من تل أبيب، وهو أحد مؤسسي «مقاطعة من الداخل». شارك منذ عام 2004 في احتجاجات ضد الجدار الإسرائيلي في الضفة الغربية واعتُقل واحتُجز عدة مرات. في مقابلة عام 2012 مع الصحفية سيسيليا دالا نيجرا من الانتفاضة الإلكترونية، أعرب عن اعتقاده بأن المقاومة الفلسطينية يجب أن تركز على أن تكون «نضالًا شعبيًا وليس سلميًا»، لكنه أضاف أنه «طالما أن إسرائيل وداعميها يستخدمون الوسائل الإرهاب ضد السكان المدنيين الفلسطينيين، فلا يمكننا قانونًا ولا يجب أن ندين أخلاقياً أولئك الذين يقاتلون من أجل تحريرهم من فعل ذلك». 
وصف بركان نفسه بأنه «من بين مجموعة ذات امتيازات زائدة في هذا النضال من أجل الحقوق الفلسطينية، ويعمل ضد نظام يقوم في جوهره على مبدأ التمايز الصهيوني». يصف معاملة إسرائيل للفلسطينيين على أنها فصل عنصري، وعرف نفسه بأنه «معاد للصهيونية»، ويشير إلى إسرائيل على أنها «الكيان اليهودي المتعصب... الذي تأسس على أساس التطهير العرقي والفصل العرقي».
وُصف بركان بأنه تهرب من الخدمة الإلزامية في الجيش الإسرائيلي. قال هو نفسه إنه رفض إكمال خدمته العسكرية الإلزامية. قال لقناة الجزيرة في عام 2011: "هناك الكثير من الضغوط الاجتماعية [في إسرائيل]". لقد تربينا على أن نصبح جنودًا من روضة الأطفال. لقد علمنا أنه من واجبنا [الخدمة في الجيش] وأنك طفيلي أو خائن إذا كنت لا تريد الخدمة". قال إن الإسرائيليين "تربوا على أن يكونوا عنصريين بشدة"، ووصف دعمه لحركة المقاطعة كوسيلة "للتخلي عن امتيازاتي في هذه الأرض والإصرار على المساواة للجميع". ومع ذلك، فهو لا يؤيد إبعاد الأكاديميين أو الموسيقيين الإسرائيليين عن المؤتمرات أو التجمعات الأخرى في الخارج لأنهم إسرائيليون، قائلاً إن مثل هذا السلوك يرقى إلى مستوى العنصرية.
استجوب محققو وكالة الأمن الإسرائيلية باركان في الفترة التي سبقت 2012 "flytilla".
في عام 2010، مثل بركان لجنة تنسيق الكفاح الشعبي الفلسطيني في البرلمان الأوروبي.

### كوبي سنيتز
ناشط آخر في المقاطعة من الداخل، كوبي سنيتز، هو عالم رياضيات يعمل في معهد وايزمان للعلوم في رحوفوت. سنيتز هو أيضًا عضو قديم في جماعة أناركيون ضد الجدار، وقد تظاهروا جنبًا إلى جنب مع القرويين الفلسطينيين احتجاجًا على جدار الضفة الغربية لسنوات عديدة. بالإضافة إلى ذلك، لديه علاقات وثيقة مع مشروع التضامن مع فلسطين. - سُجن عام 2004 بتهمة التدخل في السياسات الأمنية، استدعاه الشاباك للاستجواب في عام 2010، وفي ذلك الوقت قال الشاباك لصحيفة «هآرتس» إن لديه «معلومات تشير إلى أن الدكتور كوبي سنيتز متورط في تنظيم تجمعات غير قانونية ودخول غير قانوني إلى مناطق عسكرية محظورة في الضفة الغربية.»

### ليهي روتشيلد
مقاطعة عضوة مقاطعة ليهي روتشيلد في تل أبيب تمت مداهمةها وتم اعتقالها في عام 2011. قال روتشيلد لقناة الجزيرة: «من الواضح أن (الضغط) لا يُقارن بما يمر به الفلسطينيون». «ولكن أعتقد أننا نلمس وترا حساسا.» قالت إنه إذا تم تمرير قانون المقاطعة، الذي كان قيد الدراسة، «فسوف ينزع، أكثر قليلاً، قناع إسرائيل للديمقراطية». ووصفت الشعب الإسرائيلي، علاوة على ذلك، بأنهم أنفسهم «مضطهدون من قبل الاحتلال - إنهم يعيشون داخل مجتمع متشدد. هذا عنيف هذا عنصري».

### عوفر نيمان
عوفر نيمان هو أحد قادة المقاطعة من الداخل. في يوليو 2010، تحدث مع ميليندا توهوس من بين الخطوط عن المجموعة، قائلاً: "إذا قبلت إسرائيل المبادرة السعودية - التي ليست مجرد مبادرة سعودية، إنها مبادرة من جامعة الدول العربية، وهي مبادرة سلام شاملة تستند إلى حل الدولتين وحدود 67، فلن تكون هناك حملة مقاطعة إسرائيلية.

## التدخلات مع المشاهير والشركات
- في عام 2010، نجحت المقاطعة من الداخل في دعوة فرقة الروك بيكسيز إلى مقاطعة الإسرائيليين. سألت المنظمة في رسالة مفتوحة للفرقة: «هل أنتم مستعدون للغناء في تل أبيب، في الوقت الذي يختنق فيه الملايين من الناس في ظل نظام عسكري إسرائيلي قاسٍ يحرمهم من حقوق الإنسان الأساسية؟»[14]
- حاز فيلم «مقاطعة من الداخل» على الفضل في إقناع نجمة البوب الفرنسية فانيسا باراديس بنجاح بإلغاء عرض عام 2011 في إسرائيل. في رسالة إلى باراديس، حثتها المجموعة على «اغتنام هذه الفرصة لاتخاذ موقف بشأن قضية حاسمة لحقوق الإنسان وعلى هذا النحو، لحياة الإنسان أيضًا». وصف الجيش الإسرائيلي بأنه «يسيطر [على] الحياة الفلسطينية اليومية، تحت فوهة البندقية»، وأنه قضى «أكثر من 60 عامًا... يقتل ويشوه ويقبض على المدنيين، بينما يسرق أراضيهم بشكل متطرف ووحشي القوة»، جاء في الرسالة أنه إذا أجرى باراديس عرضًا في إسرائيل«فسيكون له تأثير في المساهمة في صورة الحياة الطبيعية لإسرائيل» و «السماح لدولة إسرائيل باستخدام سمعتك لتبييض جرائمها!»[15]
- استهدفت المقاطعة من الداخل أيضًا شركة بريتش تليكوم لعلاقتها التجارية مع شركة بيزك الإسرائيلية.[2]
- تضافرت جهود "المقاطعة من الداخل" مع مجموعة المقاطعة الهندية InCACBI للاحتجاج على مشاركة مسرح "كاميري" الإسرائيلي في مهرجان دلهي الدولي للفنون في نوفمبر 2012.[16]
- شاركت المقاطعة من داخل في جهد فاشل من قبل مجموعة واسعة من نشطاء حركة المقاطعة لإقناع فرقة ريد هوت تشيلي بيبرز بإلغاء عرض عام 2012 في تل أبيب.[17]
- قدمت المقاطعة من داخل التماسًا فاشلاً لمنظمي مهرجان شكسبير غلوب تو غلوب لعام 2012 في لندن لإلغاء عرض قدمته شركة المسرح الوطنية الإسرائيلية هبيما. تمت دعوة الشركة لتقديم تاجر البندقية كجزء من سلسلة عروض من 37 مسرحية لشكسبير، كل منها يؤديها بلغة مختلفة من قبل مجموعة مسرحية مختلفة.[18]

## انتقادات من نتنياهو
في خطاب ألقاه في أغسطس 2010 أمام الكنيست، ندد رئيس الوزراء الإسرائيلي بنيامين نتنياهو بحركة المقاطعة من الداخل ووصفها بأنها «فضيحة وطنية».